# Энвайронментальная скульптура
Энвайронментальная скульптура (англ. Environmental sculpture) ― скульптура, которая создаёт или изменяет окружающую среду, а не фигурально или монументально представляет себя зрителю. Наиболее распространённая черта больших энвайронментальных скульптур заключается в том, что зритель может фактически войти или пройти через неё и оказаться частично или полностью окружённой ею. Кроме того, она может быть спроектирована таким образом, чтобы отбрасывать тени или отражения, или окрашивать свет в окружающей области. 

## Скульптура как окружающая среда
Джулия М. Буш подчёркивает нефигуративный аспект таких произведений: «энвайронментальная скульптура никогда не создается так, чтобы она работала точно в человеческом масштабе, но она достаточно масштаба, чтобы избежать путаницы с человеческим изображением в глазах зрителя». Американский скульптор украинского происхождения Луиза Невельсон является пионером экологической скульптуры в этом смысле. Буш также относит скульптуры Джейна Фрэнка и некоторые работы Тони Смита и Дэвида Смита к этой категории. Некоторые энвайронментальные скульптуры настолько охватывают зрителя, что уже становятся больше похожими на архитектуру, а не скульптуру.

Среди самых известных практиков этого жанра искусства ― Джордж Сигал, Дуэйн Хансон, Эдвард Кинхольц, Роберт Смитсон, Кристо и Майкл Хейзер (хотя работы Сигала и Хансон также фигуративны). Многие фигуративные работы Джорджа Сигала квалифицируются как экологические на том основании, поскольку вместо того, чтобы представляться публике на пьедестале во время презентаций, они размещаются в разном сеттинге. Хорошо известным примером здесь является пара фигур Сигала, которые сидят и стоят рядом с одной из общественных скамей в Шеридан-сквере в Нью-Йорке: любой человек может сесть среди них. 
Менее известным, но более подходящий примером энвайронментальной скульптуры является парк «Связи» площадью 8100 кв. м, построенный по проекту Афины Тача в центре Филадельфии (между 18-й и 19-й улицами в двух кварталах к северу от Вайн-стрит), после её победы в конкурсе в 1980 году (где Сигал также был одним из финалистов). Это был первый парк, спроектированный полностью художником, «лепящим землю» с посаженными террасами, скальными скоплениями и дорожками (работы над ним были завершены в 1992 году).

## Скульптура, созданная для окружающей среды
Второе значение термина «энвайронментальная скульптура» ― это скульптура, созданная для определенной среды. Так, современный скульптор Бет Галстон пишет: «скульптор-эколог с самого начала планирует произведение в отношении его окружения. Само место расположения является катализатором, становясь частью творческого процесса». Это сильно отличается от скульптур Невельсон, которую обычно можно перемещать с места на место, как обычную скульптуру, не теряя её значения.